# بلازا إليبتيكا (محطة مترو أنفاق مدريد)
بلازا إليبتيكا (بالإسبانية: Plaza Elíptica)‏ هي محطة مترو أنفاق في مدريد في إسبانيا، تقع على الخط رقم 6,11.